# Крестьянское (Красноярский край)
Крестья́нское — деревня в Партизанском районе Красноярского края, входит в состав Партизанского сельсовета.

## География
Деревня находится на расстоянии примерно 3 км (по прямой) на юг от районного центра села Партизанское.

### Климат
Климат умеренно холодный, континентальный. Вегетационный период продолжается, в среднем, 135 — 148 дней, а безморозный в среднем 96 дней, с колебаниями в отдельные годы от 105 до 79 дней. Устойчивый снежный покров лежит более пяти месяцев (в среднем с первой декады ноября до конца апреля). Средняя высота снежного покрова под пологом составляет 56 см, на открытых участках — 19 см. Среднегодовое количество осадков 375 мм. Средняя температура воздуха за год -0,9°С.

## Население
| 2010 |
| ---- |
| 46   |

Постоянное население составляло 92 человека в 2002 году (72% русские), 46 человек в 2010 году.